# Fonti letterarie della mitologia greca
Il corpus letterario della mitologia greca è costituito da un numero elevato di fonti, giunte a oggi in maniera estremamente frammentaria. Pochissime opere sono conservate in maniera integrale, mentre di un numero elevato di opere si ha conoscenza solo indiretta, attraverso le sintesi dei grammatici di tutte le epoche, o grazie a corpose citazioni di altri autori del mondo classico e medievale. Nell'elenco che segue sono raccolti gli autori più importanti di cui sono pervenuti dei frammenti significativi. Gli autori sono citati in ordine alfabetico, e suddivisi in tre categorie: fonti letterarie greche (senza distinzione tra età classica, alessandrina e tarda), latine e bizantine. 
Tra le fonti importanti si deve ritenere anche la Suda, che non è annoverata nell'elenco in quanto non attribuibile ad alcun autore.

## Fonti letterarie greche
Agia di Trezenepoeta epico greco (forse VII sec. a.C.). Gli si attribuisce il poema Nostoi (Νόστοι), cioè i "Ritorni", che narrava il rientro in patria dei maggiori eroi greci dopo la presa di Troia. Ci restano solo frammenti.
Antonino Liberalegrammatico greco (II sec. d.C.). Conosciamo poco o nulla della sua vita, forse era un liberto. È stato autore de Le Metamorfosi, una raccolta di 41 racconti di argomento mitologico, pervenuta in un codice con un prezioso indice delle fonti.
Apollonio Rodiopoeta epico greco (III sec. a.C.). Nato probabilmente ad Alessandria d'Egitto e morto a Rodi, dopo averci a lungo vissuto. Allievo di Callimaco, diresse per anni la Biblioteca di Alessandria, finché entrato in polemica con il maestro, che sosteneva la lirica pura, dovette lasciare l'Egitto. La sua opera maggiore infatti, Le Argonautiche (Τά Ἀργοναυτικά) in quattro libri che conserviamo quasi integralmente, ridiede vita alla poesia epica, da lungo tempo oramai abbandonata.
Archilocopoeta greco (VII sec. a.C.). Nato nell'isola di Paro, divenne soldato mercenario, visitando moltissimi paesi, tra cui forse anche la Magna Grecia. La tradizione vuole che sia morto in battaglia a Nasso. Aveva uno stile vivo e ricco di spunti polemici, spesso al limite dell'invettiva. Ci sono rimasti circa trecento frammenti, nei quali parla dei suoi due temi preferiti: la guerra e l'amore.
Arctino di Miletopoeta epico greco (VIII-VII sec. a.C.). Lo si ritiene il più antico cantore dello stile epico. Gli vengono attribuite diverse opere: l'Ethiopide (Αἰθιοπίς), in 5 libri, l'Iliupersis (Ἰλίου πέρσις) in 2 libri, entrambe sulla materie del Ciclo Troiano, e una Titanomachia. Ci restano solo pochi frammenti.
Bacchilidepoeta lirico greco (Iuli, isola di Ceo, 516 ca. a.C. - 451 ca. a.C.). Era nipote di Simonide e contemporaneo di Pindaro, col quale si trovò spesso a competere. Nel 476 a.C. accompagnò lo zio Simonide in Sicilia, presso il tiranno Ierone; poi fu esiliato, per ragioni politiche, nella terra di Peloponneso. In vecchiaia tornò in patria, dove morì. Ci restano, oltre a qualche frammento, 14 epinici (Odi) e 5 ditirambi, in cui canta con stile chiaro i temi tradizionali della lirica greca, con occhio rivolto più verso l'elemento umano piuttosto che quello mitologico.
Callimacopoeta e filologo greco (305 ca. a.C. - 240 a.C.). Studiò ad Atene, ma visse ad Alessandria. Oltre che poeta ed erudito, fu chiamato alla carica di rettore della Biblioteca. Della sua produzione letteraria ci sono pervenuti integri solo 6 Inni alle divinità. Possediamo poi ampi stralci di un poema mitologico in 4 libri, gli Aitia (Αἴτια), cioè "le Cause", che narravano le origini di molte feste e tradizioni. Quest'ultima opera fu notissima e a lungo imitata anche da Catullo, che traspose in latino la Chioma di Berenice. Ci sono giunti anche frammenti dell'Ecale, un componimento poetico sul tema mitologico dell'incontro tra Teseo e la vecchia Ecale. Conosciamo però i sunti di tutti i suoi componimenti.
Diodoro Siculostorico greco (Agirio, Sicilia, 90 a.C. - 27 a.C.). Vissuto al tempo di Giulio Cesare, soggiornò forse a Roma e certamente ad Alessandria, come si ricava dalla sua opera in 40 libri, la Bibliotheca historica (Βιβλιοθήκη ἱστορική), una storia universale dei Greci, Romani e barbari, dalle origini mitiche al tempo di Cesare. A noi rimangono solo i primi 5 libri, sulla preistoria di Europa, Asia ed Africa e i libri XI-XX, che contengono notizie sul V-IV sec. a.C., oltre a numerosi frammenti. Gran parte dell'opera è costituita da parafrasi o citazione di altri autori, altrimenti perduti.
Dionigi di Alicarnassostorico e retore greco (I sec. a.C.). Si trasferì a Roma durante il regno di Augusto, dedicandosi però solo allo studio e all'insegnamento. Scrisse moltissime opere di retorica e di erudizione. Lo ricordiamo per la voluminosa opera storica Antichità Romane (Ῥωμαική ἀρχαιολογία), in cui si raccontava la storia del mondo antico dalle origini alla Prima Guerra Punica. Dell'opera ci sono rimasti solo 11 dei 20 libri.
Esichio di Alessandriagrammatico greco (forse Alessandria d'Egitto, V sec. d.C.). Autore del Lexicon, un enorme glossario di parole ed espressioni greche, molte delle quali rare od oscure. L'opera, costituita da circa 51.000 voci in ordine alfabetico, è importante nella ricostruzione del testo degli autori classici in generale, e particolarmente di scrittori che usavano parole ricercate, e riporta anche molti fatti meno noti riguardo alla religione della Grecia antica. L'opera è derivata da altri glossarii più antichi, ed è giunta a noi in forma probabilmente interpolata.
Eschilopoeta tragico greco (Eleusi 525 a.C.- Gela 456 a.C.). Le notizie biografiche sono in massima parte leggendarie. Partecipò alle battaglie di Maratona, di Salamina e forse di Platea. Fu accusato di aver svelato i misteri eleusini, ma poi, non essendovi stato iniziato, riuscì a scagionarsi. Nel 484 a.C. andò a Siracura presso il tiranno Ierone, che ospitava in quel periodo anche Simonide, Bacchilide e Pindaro, dopo 16 anni tornò ad Atene. Sconfitto nel 468 a.C. In un concorso da Sofocle, l'anno successivo vinse con la Trilogia tebana, e nel 458 con l'Orestea (Ὀρέστεια). Nel 457 a.C. tornò in Sicilia, dove morì. Scrisse circa 90 drammi, di cui ne conserviamo per intero solo sette: I Persiani, I Sette contro Tebe, le Supplici, Prometeo incatenato, e la trilogia nota come l'Orestea, comprendente Agamennone, le Coefore e le Eumenidi. Della rimanente opera ci rimangono circa 700 frammenti.
Esiodopoeta greco (VIII-VII sec. a.C.). Visse ad Ascra, in Beozia, dove fece il rapsodo. Vinse una gara poetica a Calcide, ma non si sa dove morì. Le sue opere ci sono giunte certamente con interpolazioni successive. La Teogonia (Θεογονία) è un poema di 1022 versi (ma gli ultimi 50 non sono sicuramente autentici), che elenca le generazioni degli dei, dal regno di Urano a quello di Crono, per giungere, dopo il racconto del mito di Prometeo e della Titanomachia, a quello di Zeus, che è visto come il regno dell'ordine e della giustizia. Le Opere e i Giorni (Ἔργα καὶ Ἡμέραι) sostengono, attraverso il racconto della decadenza umana seguita all'Età dell'Oro, che solo l'operosità riscatta la vita. Dubbia invece la paternità dello Scudo di Eracle e dell'Eoie (o Catalogo delle donne).
Eugammone di Cirenepoeta greco (VI sec. a.C.). Gli viene generalmente attribuita la Telegonia (Τηλεγόνεια), un poema del Ciclo Troiano, che raccontava le vicende di Ulisse e del figlio Telegono, a partire dalla strage dei Proci. Telegono arrivava ad Itaca, dove non riconoscendo il padre lo uccideva. L'opera si concludeva con il matrimonio di Telegono e Penelope.
Euripidepoeta tragico greco (Atene 484 ca. a.C. - Pella 406 a.C.). Abbiamo notizie in gran parte leggendarie, che lo volevano erroneamente nato nell'anno della battaglia di Maratona (490 a.C.) e figlio di un'erbivendola. In realtà ebbe un'accurata istruzione, impegnandosi in gare sportive e frequentando eminenti intellettuali tra cui Anassagora, i sofisti e lo stesso Socrate. Visse appartato a Salamina, dove la leggenda mostrava una caverna nella quale il poeta si ritirava per comporre e dove si diceva tenesse una grande collezione di libri. Nel 408 a.C. si recò in Macedonia presso il re Archelao, dove morì, secondo un'altra leggenda, sbranato da un cane da caccia. Scrisse circa novanta drammi, dei quali ne conserviamo interamente diciotto: Alcesti, Medea, Eraclidi, Ippolito coronato, Andromaca, Ecuba, Supplici, Eracle furente, Troadi, Elettra, Elena, Ifigenia in Tauride (o Taurica), Ione, Fenicie, Oreste, le postume Baccanti e Ifigenia in Aulide, e infine il dramma satiresco il Ciclope. A questi alcuni aggiungono Reso, di incerta attribuzione. Dei drammi perduti rimangono inoltre circa 1200 frammenti, alcuni dei quali molto lunghi, che ci permettono di ricostruire anche tragedie come Antiope, Cresfonte, Eretteo, I Cretesi, Melanippe la saggia, Melanippe incatenata, Telefo, Stenebea, Issipile, Fetonte.
Eutichio Proclo
grammatico greco (Costantinopoli 412 d.C. - Atene 485 d.C.). Fece opera di sistemazione sia nel campo filosofico che nel campo letterario greco. A questo proposito ricordiamo la Crestomazia (Χρηστομάθεια θεια γραμματιχῄ), una raccolta antologica della produzione letteraria ellenica, divisa per stili (poesia, tragedia, commedia, epica, etc.). È utilissima perché ci fornisce dei riassunti, a volte anche estesi, di opere altrimenti perdute. È la fonte più autorevole per la conoscenza delle principali opere perdute del Ciclo Troiano (Ciprya, Iliupersis, Ethiopide, Piccola Iliade, Nostoi, Telegonia).
Filostrato il Vecchioscrittore e retore greco (Lemno, III sec. d.C.). Autore delle Immagini (Εἰκόνες), opera in forma di dialogo tra un sofista e alcuni allievi durante una visita guidata in una villa vicino a Napoli, in cui si descrivono le 64 pitture esposte nelle stanze.
Ione di Chiopoeta e storico greco (V sec. a.C.). Scrisse drammi satireschi, inni, elegie e ditirambi; inoltre opere in prosa quali le Memorie e i Racconti di viaggio (Ἐπιδημίαι), in cui descriveva i suoi incontri con personaggi celebri, quali Eschilo e Sofocle. Lo ricordiamo per nove tragedie (tra cui Agamennone, Argivi, Fenice, Laerte, Teucro). Ci sono giunti solo frammenti.
Leschepoeta epico greco (VII-VI sec. a.C.). Forse nato a Mitilene. Gli si attribuisce il poema Piccola Iliade (Ἰλιὰς μικρά), ma qualcuno gli attribuisce anche l'Iliupersis, che i più assegnano invece al suo rivale Arctino. Restano solo dei frammenti.
Licofronepoeta tragico greco (IV-III sec. a.C.). Nacque a Calcide, ma soggiornò a lungo nella Magna Grecia, a Reggio. Fu poi chiamato ad Alessandria dove diresse la Biblioteca. I titoli della sua produzione rivelano una predilezione per Euripide. Conserviamo per intero la cosiddetta Alessandra di Licofrone, una tragedia in forma di monologo in cui si narra di un nunzio che riferisce a Priamo i presagi di Cassandra. Il testo è, secondo la moda alessandrina dell'epoca, pieno di arcaismi e artifici da risultare a tratti oscuro.
Luciano di Samosatascrittore greco (Samosata, Siria, II sec. d.C.). Scrittore fecondissimo e versatile. Ci restano un'ottantina di opere, tra le quali ricordiamo i Dialoghi degli Dei, un'opera parodica sullo stile menippeo, e due opere su argomento mitologico: Prometeo o il Caucaso, e il Concilio degli Dei.
Mnasea di Patrassoscrittore e storiografo greco (Patrasso o Patara, Cappadocia, III-II sec. a.C.). Di lui si conservano pochi frammenti sparsi (circa 60). Si ritiene esser stato allievo di Eratostene. Nonostante la scarsità del materiale tramandato, Mnasea, che è citato anche da Plinio il Vecchio, è degno di nota per aver svelato alcune notizie e alcuni dettagli sui culti esoterici.
Nonno di Panopolipoeta greco (Panopoli, Egitto, V sec. d.C.). Poco o nulla sappiamo della sua vita. La sua opera principale è costituita dalle Dionisiache, in 48 libri e 25.000 esametri, che raccontano la spedizione del dio Dioniso in India per stabilirvi il suo culto.
Omeroil massimo poeta greco (VII-VI sec. a.C.). Si è per molto tempo dubitato persino della sua reale esistenza (dalla esegesi dell'Abate di Aubignac a Wolf, passando per Vico). Un'interpretazione errata del suo nome lo fece ritenere a lungo un poeta cieco. Nato in Asia Minore, forse a Chio o a Smirne, dovette vivere presso un re esercitando la professione di rapsodo. A Chio fiorì una scuola di rapsodi che a lui si ispiravano, e che furono chiamati omeridi. Gli si attribuiscono parecchie opere. I due capolavori sono certamente l'Iliade (Ἱλιας) e l'Odissea (Ὀδνσσεἳα), che oggi si ritiene composti integralmente da lui sulla base di antichi canti popolari, giunti a noi con alcune interpolazioni (come ad esempio la cosiddetta Telemachia - Odissea I-IV). A lui vengono anche attribuiti 33 componimenti in esametri, gli Inni, scritti in onore di divinità (tra cui Demetra, Apollo ed Ermes).
Partenio di Niceagrammatico e poeta greco (Bitinia, I sec. a.C.- I sec. d.C.). Fu fatto prigioniero dai romani durante le guerre contro Mitridate VI del Ponto, quindi deportato a Roma. In seguito fu maestro di greco per Virgilio. L'unica opera giunta a noi sono le Pene d'amore (Eroticà Pathèmata), una collezione di 36 storie di innamorati infelici, tratte dalla letteratura greca e alessandrina.
Pausania, detto il "Periegeta"scrittore greco (Magnesia, Asia Minore, II sec. d.C.). La sua opera più rilevante è la Periegesi della Grecia (Περιήγησις τῆς Ἑλλάδος), in 10 libri. È una descrizione di città e santuari greci ordinata secondo due itinerari, uno da Atene verso il Peloponneso, l'altro da Atene alla Grecia centrale. L'opera è ricca di excursus mitografici ed etnografici e di descrizioni di prodigi e fatti rari. Oggi la si ritiene derivata da autori minori.
Pindaropoeta greco (Cinocefale, Tebe 518 a.C. - Argo, 438 a.C.). Di nobile famiglia, viaggiò a lungo per la Grecia e le colonie (fu anche alla corte dei tiranni di Siracusa e Agrigento). Visse lontano dalla vita politica, in una sorta di aristocratico isolamento. Compose poesie liriche di ogni genere, ma della sua vastissima produzione ci sono pervenuti solo gli epinici: 44 odi, divise in 4 libri (14 Olimpiche, 12 Pitiche, 11 Nemee e 7 Istmiche), più alcuni frammenti. La composizione delle odi prendeva spunto dalle feste a cui erano dedicate; cominciavano con l'elogio dei vincitori, per poi continuare con l'esposizione di un mito in qualche modo connesso con l'atleta o la città, o la sua stirpe. Il mito però era raramente evocato per intero, anzi spesso era ricordato attraverso scorci, fatti di passaggi arditi e metafore illuminanti (i cosiddetti "voli pindarici"), in una lingua piena di neologismi e perifrasi, a volte persino oscuri.
Platoneuno dei massimi filosofi greci (Atene, 427 a.C. - 347 a.C.). In alcuni suoi dialoghi (ad es. Protagora) fece ricorso a celebri episodi mitografici (ad es. quello di Prometeo), arricchendoli di particolari e sfumature assolutamente inedite e originali.
Plutarcoscrittore greco (Cheronea, Beozia 46 d.C. - 127 ca. d.C.). Dopo lunghi viaggi si dedicò allo studio, distratto solo da qualche carica onorifica, come quella di arconte o di sacerdote del tempio di Delfi. Lo ricordiamo per l'opera Le vite parallele (Βίοι Παράλληλοι), una raccolta di 50 biografie di personaggi greci e romani, di cui 46 disposte a coppia, sulla base di analogie di vita o di carattere (ad esempio, Teseo e Romolo, Temistocle e Camillo, Pericle e Fabio Massimo, Pirro e Mario, Alessandro e Cesare, Demostene e Cicerone, etc.). Le biografie, narrate singolarmente, sono infatti seguite da un'appendice che contiene il confronto tra i due personaggi. L'opera voleva dimostrare che la Grecia aveva da contrapporre ai nuovi eroi romani, altrettanti personaggi illustri, senza però cadere nel nazionalismo.
Pseudo-Apollodoroautore non ancora identificato, al cui nome si attribuisce convenzionalmente la Biblioteca, opera colossale della quale rimangono frammenti. Il nome deriva dal fatto che un tempo si credeva fosse stata scritta da Apollodoro di Atene, detto il Mitografo, scrittore greco (II sec. a.C.), autore tra le altre cose di una cronaca che tratta gli avvenimenti dalla Guerra di Troia al 144 a.C.
Pseudo-Eratosteneautore a cui si attribuisce il saggio i Catasterismi, in cui sono descritte 42 costellazioni con i miti che le danno il nome. Nel XX secolo si è dimostrato che l'estensore fu Eratostene (Cirene, 276 a.C. – Alessandria d'Egitto, 194 a.C.), filosofo, matematico, astronomo, geografo e scrittore.
Quinto Smirneopoeta epico greco (IV sec. d.C.). Della sua vita non si sa nulla, e si crede che sia nato a Smirne solo dall'interpretazione di alcuni suoi versi. Scrisse un'opera epica in 14 libri, le Postomeriche (Τὰ καθ' Ὅμηρον), che narravano le vicende intercorse tra la fine dell'Iliade e l'inizio dell'Odissea. Il manoscritto del poema fu rinvenuto solo nel XV sec. in un monastero di Otranto.
Simonidepoeta greco (Isola di Ceo 550 ca. a.C. - Siracusa 467 ca. a.C.). Fu poeta di professione e viaggiò molto, componendo su commissione. Di talento e memoria prodigiosa, pare fosse venale. Compose encomi, epinici, elegie, giambi, inni e soprattutto canti funebri. Ci restano solo frammenti, tra i quali uno che narrava il mito di Danae.
Sofoclepoeta tragico greco (Colono 496 a.C. - Atene 406 a.C.). Figlio di un ricco fabbricante d'armi, godette una gioventù agiata e di un'ottima educazione. Partecipò intensamente alla vita pubblica e politica del paese, ricoprendo anche cariche pubbliche: fu stratega, insieme a Pericle, durante la guerra contro Samo; poi fu ambasciatore presso varie città e anche uno dei dieci probuli cui fu dato provvisoriamente il governo di Atene dopo la disastrosa spedizione in Sicilia del 412 a.C. Morì novantenne, pochi mesi dopo la morte di Euripide, di cui aveva fatto l'elogio funebre. Scrisse circa centotrenta opere, di cui ci sono state tramandate per intero 7 tragedie: Aiace, Antigone, Edipo Re, Elettra, Edipo a Colono, Filottete, Trachinie. Delle rimanenti opere ci rimangono circa 1100 frammenti di varia lunghezza.
Stasino di Cipropoeta epico greco (VII sec. a.C.). Gli si attribuisce il poema Ciprya (Κύπρια), che però altri attribuiscono ad un certo Egesia o Egerino, suo compatriota. Del poema restano solo scarsi frammenti.
Stesicoropoeta lirico greco (VI sec. a.C.). Visse ad Imera, in Sicilia, prese parte alla vita politica, ma negli ultimi anni della sua vita pare si trasferì a Catania. La sua opera, divisa dai grammatici alessandrini in 26 libri, era ricca di celebrazioni di miti eroici: la Gerioneide, Cicno, Erifile, la Caccia al cinghiale, la Caduta di Troia, l'Orestea, Elena. A quest'ultima opera è legata la leggenda secondo la quale Stesicoro fu accecato dai Dioscuri per aver diffamato la loro sorella Elena; il poeta la avrebbe riacquistata quando, scrivendo la Palinodia, affermò che non Elena, ma un suo simulacro aveva seguito Paride a Troia. Di tutta l'opera ci restano solo frammenti.
Strabonestorico e geografo greco (58 ca. a.C. - tra il 21 e il 25 d.C.). Di ricca famiglia, fece studi importanti, intraprendendo poi anche lunghi viaggi in Grecia e Egitto. Nel 20 a.C. si trasferì a Roma, e negli ultimi anni della vita visse in Campania. Scrisse un'opera storica in 47 libri, i Commentari Storici, di cui abbiamo una conoscenza indiretta, essendo stata fonte per la composizione di innumerevoli opere successive. La Geografia (Γεωγραφικά), opera in 17 libri, invece ci è giunta per intero, ed è preziosa perché riporta anche molte notizie importanti sulle tradizioni e sulla religione delle varie regioni della Grecia.
Teocritopoeta greco (Siracusa 315 a.C. - 260 ca. a.C.). Dimorò per qualche tempo a Cos e poi ad Alessandria, dove entrò in amicizia con Callimaco. Compose moltissimo, ma ci sono giunti solo gli Idilli (Είδύλλια), una raccolta di 30 brevi componimenti, di cui 21 certamente autentici. Alcuni di questi sono espressamente di contenuto mitologico e sono detti Epilli, anche se certamente più celebri sono quelli di stile bucolico, che furono fonte di ispirazione per tantissimi poeti posteriori (ad es. Virgilio e L'Arcadia del '700).

## Fonti letterarie latine
Apuleio, Lucio(lat. Lucius Apuleius), scrittore filosofo e retore latino (Madaura, Algeria 125 ca. d.C. – 170 ca. d.C.). Autore de  Le Metamorfosi, noto anche con il titolo de L'Asino d'oro, romanzo in undici libri che racconta la storia allegorica di Lucio, trasformato per incidente in asino, che attraversa varie vicende grottesche prima di riguadagnare le sembianze umane. Contiene molte digressioni di stampo mitologico. È l'unico romanzo latino giunto a noi integralmente.
Igino detto "l'Astronomo"(lat. Hyginus) poeta latino (II-III sec. d.C.). Lo ricordiamo per l'opera le Favole (Fabulae), raccolta di 277 racconti mitologici ad uso delle scuole, suddivisa in tre parti (genealogie, favole, indici), utilissima per ricostruire molte tragedie greche perdute.
Ovidio, Publio Nasone(lat. Publius Ovidius Naso), poeta latino (Sulmona, 43 a.C. - Tomi, Mar Nero 17 o 18 d.C.). Di famiglia ricca, intraprese la carriera politica, dedicandosi però ben presto alla poesia, campo in cui ottenne subito entusiastici consensi. Poi, per lo scoppio di un oscuro scandalo, fu esiliato da Augusto sul Mar Nero, dove morì. Ebbe una vastissima produzione, specie nel campo della poesia galante e amorosa. Alla maturità appartengono però le sue due opere maggiori, le Metamorfosi (Metamorphoseon libri) in 15 libri, e i Fasti, in 6 libri. La prima è una raccolta di miti, argutamente legati tra loro in una trama che va dai primordi del mondo alla trasformazione di Cesare in astro. Il secondo è una spiegazione mitica del calendario romano, mese per mese, da gennaio a giugno. Fu in tutte le epoche stimato come uno dei massimi poeti dell'antichità.
Servio Mario Onorato(lat. Servius Marius Honoratus), grammatico e commentatore latino (IV sec. d.C.). Autore di alcuni Commentarii alle opere di Virgilio, dai quali si possono ricostruire molti episodi mitologici minori.
Stazio, Papinio Publio(lat. Publius Papinius Statius), poeta latino (Napoli, 45 ca. d.C. - 96 d.C.). Ereditò dal padre la passione poetica, giungendo presto a Roma, dove partecipò alla vita di corte, esaltando le imprese militare di Domiziano. Lo ricordiamo per la Tebaide (Thebais), poema epico in 12 libri, che narra la lotta di Eteocle e Polinice, figli di Edipo, per il trono di Tebe. Stazio non segue la poesia ciclica greca, bensì una tradizione dotta che rielabora con fantasia e originalità. Scrisse anche un altro libro epico, basato sulle gesta di Achille, l'Achilleide (Achilleis), rimasto incompiuto al secondo libro.
Valerio Flacco, Setino Balbo Gaio(lat. Gaius Valerius Flaccus Setinus Balbus), poeta epico latino (I sec. d.C.). Compose un'opera, l'Argonautica (Argonautiche), rimasta interrotta all'VIII libro. È ispirata all'analoga opera di Apollonio Rodio, ma solo nelle linee generali del mito, perché per il resto il poeta indugia molto in digressioni ed episodi che incontravano il gusto dell'epoca. Influenzò certamente Stazio.
Virgilio, Publio Marone(lat. Publius Vergilius Maro), poeta latino (Mantova 70 a.C. - Brindisi 21 a.C.). Ebbe un'accurata istruzione, e strinse amicizia con molti letterati, tra cui Orazio. Conquistata l'amicizia del ministro di Augusto, Mecenate, visse sotto la sua tutela a Napoli, fino a quanto, dopo aver intrapreso un viaggio in Grecia, dovette rientrare precipitosamente in patria dove morì. Lo ricordiamo per l'Eneide (Aeneis), il più grande poema epico latino, nel quale è narrata la fuga del troiano Enea dai lidi della sua città, fino al suo approdo nelle coste del Lazio.

## Fonti letterarie bizantine
Eustazio di Tessalonicaletterato ed erudito bizantino (Costantinopoli, 1110 ca. d.C. – 1198 d.C.). Monaco dalla vastissima cultura, fu professore di eloquenza a Costantinopoli e poi arcivescovo di Tessalonica, città in cui morì. Scrisse alcuni Commentari alle opere epiche di Omero, conservati in forma autografa, che contengono una mole impressionante di citazioni, spesso lunghe ed integrali, tratte da opere oramai perdute di grammatici e critici di ogni epoca, dall'età classica a quella alessandrina.
Tzetzes, Giovannifilologo bizantino (XII sec. d.C.). Lo ricordiamo per aver scritto molte opere e commenti sulle fonti letterarie mitologiche, tra cui le Questioni su Ilio (Ἱλιαχά), una specie di raccolta di tutte le fonti sulla Guerra di Troia.